# مدار ۷۲ درجه شمالی
مدار ۷۲ درجه شمالی، دایره‌ای از عرض جغرافیایی است که در ۷۲ درجهٔ شمالی خط استوا  قرار دارد.

## گذر از مناطق
از نصف‌النهار مبدأ شروع می‌شود و به سمت مشرق ۷۲ درجه شمالی از موارد زیر گذر می‌کند:
| مختصات‌ها                                             | کشور، قلمرو یا دریا    | توضیحات                                                       |
| ---------------------------------------------------- | ---------------------- | ------------------------------------------------------------- |
| ۷۲°۰′ شمالی ۰°۰′ شرقی / ۷۲٫۰۰۰°شمالی ۰٫۰۰۰°شرقی      | اقیانوس اطلس           | دریای نروژ                                                    |
| ۷۲°۰′ شمالی ۲۳°۵۳′ شرقی / ۷۲٫۰۰۰°شمالی ۲۳٫۸۸۳°شرقی   | دریای بارنتز           |                                                               |
| ۷۲°۰′ شمالی ۵۱°۳۱′ شرقی / ۷۲٫۰۰۰°شمالی ۵۱٫۵۱۷°شرقی   | روسیه                  | نوایا زملیا - Yuzhny Island                                   |
| ۷۲°۰′ شمالی ۵۵°۲۲′ شرقی / ۷۲٫۰۰۰°شمالی ۵۵٫۳۶۷°شرقی   | دریای کارا             |                                                               |
| ۷۲°۰′ شمالی ۶۸°۳۶′ شرقی / ۷۲٫۰۰۰°شمالی ۶۸٫۶۰۰°شرقی   | روسیه                  | Yamal Peninsula                                               |
| ۷۲°۰′ شمالی ۷۲°۳۱′ شرقی / ۷۲٫۰۰۰°شمالی ۷۲٫۵۱۷°شرقی   | Gulf of Ob             |                                                               |
| ۷۲°۰′ شمالی ۷۴°۳۴′ شرقی / ۷۲٫۰۰۰°شمالی ۷۴٫۵۶۷°شرقی   | روسیه                  | Gydan Peninsula - passing through Khalmyer Bay و Yuratski Bay |
| ۷۲°۰′ شمالی ۸۰°۵۰′ شرقی / ۷۲٫۰۰۰°شمالی ۸۰٫۸۳۳°شرقی   | Yenisei Gulf           |                                                               |
| ۷۲°۰′ شمالی ۸۲°۳۲′ شرقی / ۷۲٫۰۰۰°شمالی ۸۲٫۵۳۳°شرقی   | روسیه                  |                                                               |
| ۷۲°۰′ شمالی ۱۲۹°۸′ شرقی / ۷۲٫۰۰۰°شمالی ۱۲۹٫۱۳۳°شرقی  | دریای لاپتف            |                                                               |
| ۷۲°۰′ شمالی ۱۳۹°۴۵′ شرقی / ۷۲٫۰۰۰°شمالی ۱۳۹٫۷۵۰°شرقی | روسیه                  |                                                               |
| ۷۲°۰′ شمالی ۱۴۹°۵۷′ شرقی / ۷۲٫۰۰۰°شمالی ۱۴۹٫۹۵۰°شرقی | دریای سیبری شرقی       |                                                               |
| ۷۲°۰′ شمالی ۱۷۸°۱′ شرقی / ۷۲٫۰۰۰°شمالی ۱۷۸٫۰۱۷°شرقی  | اقیانوس منجمد شمالی    |                                                               |
| ۷۲°۰′ شمالی ۱۵۲°۱۶′ غربی / ۷۲٫۰۰۰°شمالی ۱۵۲٫۲۶۷°غربی | دریای بوفورت           |                                                               |
| ۷۲°۰′ شمالی ۱۲۵°۴۵′ غربی / ۷۲٫۰۰۰°شمالی ۱۲۵٫۷۵۰°غربی | کانادا                 | نورت‌وست تریتوریز - جزیره بنکس                                 |
| ۷۲°۰′ شمالی ۱۲۰°۲۰′ غربی / ۷۲٫۰۰۰°شمالی ۱۲۰٫۳۳۳°غربی | Prince of Wales Strait |                                                               |
| ۷۲°۰′ شمالی ۱۱۸°۵۳′ غربی / ۷۲٫۰۰۰°شمالی ۱۱۸٫۸۸۳°غربی | کانادا                 | نورت‌وست تریتوریز - Victoria Island نوناووت - Victoria Island  |
| ۷۲°۰′ شمالی ۱۰۸°۲۳′ غربی / ۷۲٫۰۰۰°شمالی ۱۰۸٫۳۸۳°غربی | Hadley Bay             |                                                               |
| ۷۲°۰′ شمالی ۱۰۷°۳۱′ غربی / ۷۲٫۰۰۰°شمالی ۱۰۷٫۵۱۷°غربی | کانادا                 | نوناووت - Victoria Island                                     |
| ۷۲°۰′ شمالی ۱۰۴°۴۹′ غربی / ۷۲٫۰۰۰°شمالی ۱۰۴٫۸۱۷°غربی | M'Clintock Channel     |                                                               |
| ۷۲°۰′ شمالی ۱۰۰°۱۸′ غربی / ۷۲٫۰۰۰°شمالی ۱۰۰٫۳۰۰°غربی | کانادا                 | نوناووت - Prince of Wales Island                              |
| ۷۲°۰′ شمالی ۹۶°۲۷′ غربی / ۷۲٫۰۰۰°شمالی ۹۶٫۴۵۰°غربی   | Peel Sound             |                                                               |
| ۷۲°۰′ شمالی ۹۵°۱۲′ غربی / ۷۲٫۰۰۰°شمالی ۹۵٫۲۰۰°غربی   | کانادا                 | نوناووت - Somerset Island                                     |
| ۷۲°۰′ شمالی ۹۴°۲′ غربی / ۷۲٫۰۰۰°شمالی ۹۴٫۰۳۳°غربی    | Prince Regent Inlet    |                                                               |
| ۷۲°۰′ شمالی ۸۹°۵۸′ غربی / ۷۲٫۰۰۰°شمالی ۸۹٫۹۶۷°غربی   | کانادا                 | نوناووت - جزیره بافین                                         |
| ۷۲°۰′ شمالی ۸۶°۲۱′ غربی / ۷۲٫۰۰۰°شمالی ۸۶٫۳۵۰°غربی   | Admiralty Inlet        |                                                               |
| ۷۲°۰′ شمالی ۸۶°۰′ غربی / ۷۲٫۰۰۰°شمالی ۸۶٫۰۰۰°غربی    | کانادا                 | نوناووت - جزیره بافین                                         |
| ۷۲°۰′ شمالی ۷۴°۸′ غربی / ۷۲٫۰۰۰°شمالی ۷۴٫۱۳۳°غربی    | خلیج بافین             |                                                               |
| ۷۲°۰′ شمالی ۵۵°۳۶′ غربی / ۷۲٫۰۰۰°شمالی ۵۵٫۶۰۰°غربی   | گرینلند                |                                                               |
| ۷۲°۰′ شمالی ۲۲°۵۶′ غربی / ۷۲٫۰۰۰°شمالی ۲۲٫۹۳۳°غربی   | اقیانوس اطلس           | دریای گرینلند دریای نروژ                                      |